# Team Aguri
Team Aguri was een Brits autosportteam dat deelnam aan de Formule E. Voormalig Formule 1-coureur en -teambaas Aguri Suzuki is de eigenaar van het team. Het heeft een technische partnerschap met Super Aguri.

## Geschiedenis
Het team doet vanaf het seizoen 2014-2015, het eerste seizoen van de Formule E, mee aan het kampioenschap. In het eerste seizoen heeft het António Félix da Costa en Katherine Legge, een van de twee vrouwen in het kampioenschap, als coureurs. In de eerste race werd Da Costa oorspronkelijk vervangen door Fabio Leimer, omdat hij dat weekend in de DTM moest rijden. Voorafgaand aan het raceweekend werd Leimer weer vervangen door Takuma Sato, terwijl hij wel testrijder voor het team blijft.